# Yuko Miyamura
Yuko Miyamura (宮村 優子, Miyamura Yūko) Nasceu dia 4 de dezembro de 1972, no Japão, ela é atriz, seiyu, cantora de J-pop e diretora de som.[carece de fontes?] É notória pelo seu trabalho dando voz a personagens como Asuka Langley Soryu/Shikinami na franquia Neon Genesis Evangelion, Kazuha Toyama em Detective Conan e Chun-Li na série de jogos Street Fighter.

## Vida pessoal
Miyamura nasceu em Kobe e formou-se na divisão de teatro do Colégio de Drama e  Música Tōhō Gakuen . Ela foi diagnosticada com doença de Graves e exoftalmia em maio de 2007. Ela foi inicialmente casada com o artista de mangá Nakatani D. de 1998 a 1999. Miyamura casou-se com o dublê Takayuki Seki em 2004. Eles tiveram dois filhos juntos, uma filha nascida em 2004 e um filho nascido em 2011, antes de se divorciarem em 2016. A família se mudou para Melbourne, Austrália em 2009 até ela retornar ao Japão após o divórcio.

## Animes
- Aisha Clan Clan em Outlaw Star[5]
- Alyssa Searrs em Mai-HiME[5]
- Asuka Langley Soryu em Neon Genesis Evangelion[5][6]
- Asuka Langley Shikinami em Rebuild of Evangelion.[2][6]
- Ayane Matsui em Ayane's High Kick[5]
- Ayano Elizabeth Hakuhoin em Starship Girl Yamamoto Yohko[5]
- Azuha Toyama em Case Closed[5]
- Casca em Berserk[5]
- Chun-Li em Street Fighter Alpha[5]
- Hinagiku em Wedding Peach[5]
- Jo Diamonds em Wild Cardz[5]
- Kurai em Angel Sanctuary[5]
- Larxene em Kingdom Hearts: Chain of Memories[5]
- Lei Lei em # Vampire Hunter: The Animated Series[5]
- Marie em My Dear Marie[5]
- Natsuki Sasahara in Hyper Police[5]
- NieA em NieA under 7[5]
- Parfait em VS Knight Ramune & 40 FRESH[5]
- Ritsuko em Those Who Hunt Elves[5][6]
- Ruuda em Queen Emeraldas[5]
- Toki Takatsuki em Samurai X: The Motion Picture[5]
- Ushio Shimabara em Neo Ranga[5]
- Utako em CLAMP School Detectives[5]
- Suzume em "Chou Mashin Eiyuuden Wataru"[5]
- Shihoko Sakaki em Battle Skipper[5]
- Perfoma em Buttobi CPU[5]
- Hiro nas séries Spectral Force, Spectral Souls e Generation of Chaos[5]

## Filmes
- Garota do vídeo treinamento em Battle Royale

### Dublagem
- Skylar Dandrige (Drew Barrymore) em Todos dizem eu te amo

## Tokusatsu
- Kyoko Hayase/Demon Hunter Jeanne em Kyukyu Sentai GoGoV[5]
- Sorisa (ep3 - 8) em Juuken Sentai Gekiranger[5]

## Video Game
- Alicia em Tail Concerto[5]
- Asuka Langley & Grace Urigin em Super Robot Wars F[5]
- Asuka Langley em Super Robot Wars V[5]
- Asuka Langley em Super Robot Wars Alpha 3[5]
- Asuka Langley em Super Robot Wars Alpha[5]
- Asuka Langley em Super Robot Wars MX[5]
- Chun-Li em Street Fighter Alpha[5]
- Chun-Li em Street Fighter Alpha 2[5]
- Chun-Li em Street Fighter Alpha 3[5]
- Chun-Li em X-Men vs Street Fighter[5]
- Chun-Li em Super Puzzle Fighter II X[5]
- Chun-Li em Marvel Super Hero vs Street Fighter[5]
- Chun-Li em Street Fighter EX[5]
- Chun-Li e Shadow Lady em Marvel vs Capcom[5]
- Chun-Li em Pocket Fighters[5]
- Hinagiku Tamano em Wedding Peach: Doki Doki Oironaoshi[5]
- Hiro em Spectral Force Chronicle[5]
- Kazuha Toyama em Detective Conan : Treasure of the British Empire[5]
- Komugi Itou em Ojyousama Express[5]
- Larxene em Kingdom Hearts Re: Chain of Memories[5]
- Maimi Yasui em Refrain Love 2[5]
- Maimi Yasui em Refrain Love[5]
- Michette em Black Matrix[5]
- Rose em Street Fighter Alpha[5]
- Rose em Street Fighter Alpha 2[5]
- Rose em Street Fighter Alpha 3[5]
- Seong Mi-na em Soul Edge[5]
- Tillis em Burning Rangers[5]

## links
- Official Website
- ANN